# Jednozrna pšenica
Jednozrna pšenica (jednozrni pir, lat. Triticum monococcum) jedna od danas pet priznatih vrsta pšenica (Triticum), poznata je samo u uzgoju, a postoji dvije njezine podvrste. Uzgajali su je još u starom Egiptu, gdje se osim za ishranu koristila i kao test za trudnoću.
Raširena je od Jugoistočne Europe na jugoistok do Afganistana.

## Podvrste
- Triticum monococcum subsp. aegilopoides (Link) Thell.
- Triticum monococcum subsp. monococcum

- T. monococcum
- T. monococcum
- T. monococcum
- T. monococcum
- Triticum monococcum - Museum specimen